# Гребені (Обухівський район)
Гребе́ні — село в Україні, у Ржищівській міській громаді, Обухівського району Київської області. Колишній адміністративний центр Гребенівської сільської ради, якій підпорядковане село Юшки, нині — адміністративний центр Гребенівського старостинського округу. Орган місцевого самоврядування — Ржищівська міська громада. Населення становить 379 осіб. 

## Назва
Назва села походить від слова гребінь (хвилі).

## Географія
Село розташоване на правому березі Дніпра біля урочищ Солом'янка, Виноградне, Янча, де ховались розбійники. Їх місце дислокації обумовлювалося тим, що тут проходив південний шлях з Києва. У XIV столітті тут знаходився польсько-литовський замок, що слугував захистом від Кримського ханства.
Урочища
- Василишин Яр;
- Виноградне;
- Попова Левада;
- Солом'янка;
- Янча.

## Населення
За даними всеукраїнського перепису населення 2001 року у селі мешкало 555 осіб, у 2021 році — 379 осіб.
Мова
Розподіл населення за рідною мовою за даними перепису 2001 року був наступним:
| українська | 527 | 94,96 |
| російська  | 26  | 4,69  |
| інші       | 2   | 0,35  |

## Історія
У 1671—1686 роках тут розташовувалася державна прикордонна застава між Гетьманщиною та Польщею. Під час Коліївщини тут була «могила», що попереджала про наближення каральних загонів. 1729 року збудували церкву, що згоріла під час пожежі. Пізніше, на її місці збудували нову.
```
У XVIII столітті в районі урочища Виноградне знаходилася митниця (на російсько-польському кордоні). На північ від села в лісі зберігся редут
 
— земляне укріплення того ж часу.
```

У 1793 році Гребені окуповані Російською імперією.
Спочатку село керувалося Ржищівським маєтком, бо належало до Ржищівської волості, потім перейшло до пана Билинського, згодом до Бурковського, потім — Ждановського.
У 1900 році була збудована школа грамоти, що згодом перетворилася на трирічну церковно-парафіяльну школу. Того ж року відкрили цегляний завод, який невдовзі обвалився разом з берегом у Дніпро.
1917 рік — у складі УНР. Проте після російських інтервенцій влада багато разів переходила з рук у руки. Почалися повстання і влада знов надовго тут не затримувалася.
Після перемоги комуністів організована річкова міліція. 
Головами сільради (за весь час її існування) були: Шевченко П. Г., Вознюк Г. Г., Гамарис І. О., Кияниця В. Г., Михайличенко П. І., Кирпач, Назаренко П. С. та Хоменко Т. М.
Колгосп назвали «Червоний промінь». У 1937 році побудували першу глиняну корівню, у 1938 році — зерносховище з цегли, у 1939 році — свинарню, кузню і пожежне депо.
Мешканці села брали участь у Радянсько-фінській війні — Радянсько-Фінську — у ній брали участь Кас'яненко М. А., Бондаренко І. Д. та Купріянко А. Ф., що отримав орден Трудового Червоного прапора, який йому особисто вручив Калінін. На той час парторганізація була об'єднана з парторганізацією села Юшки.

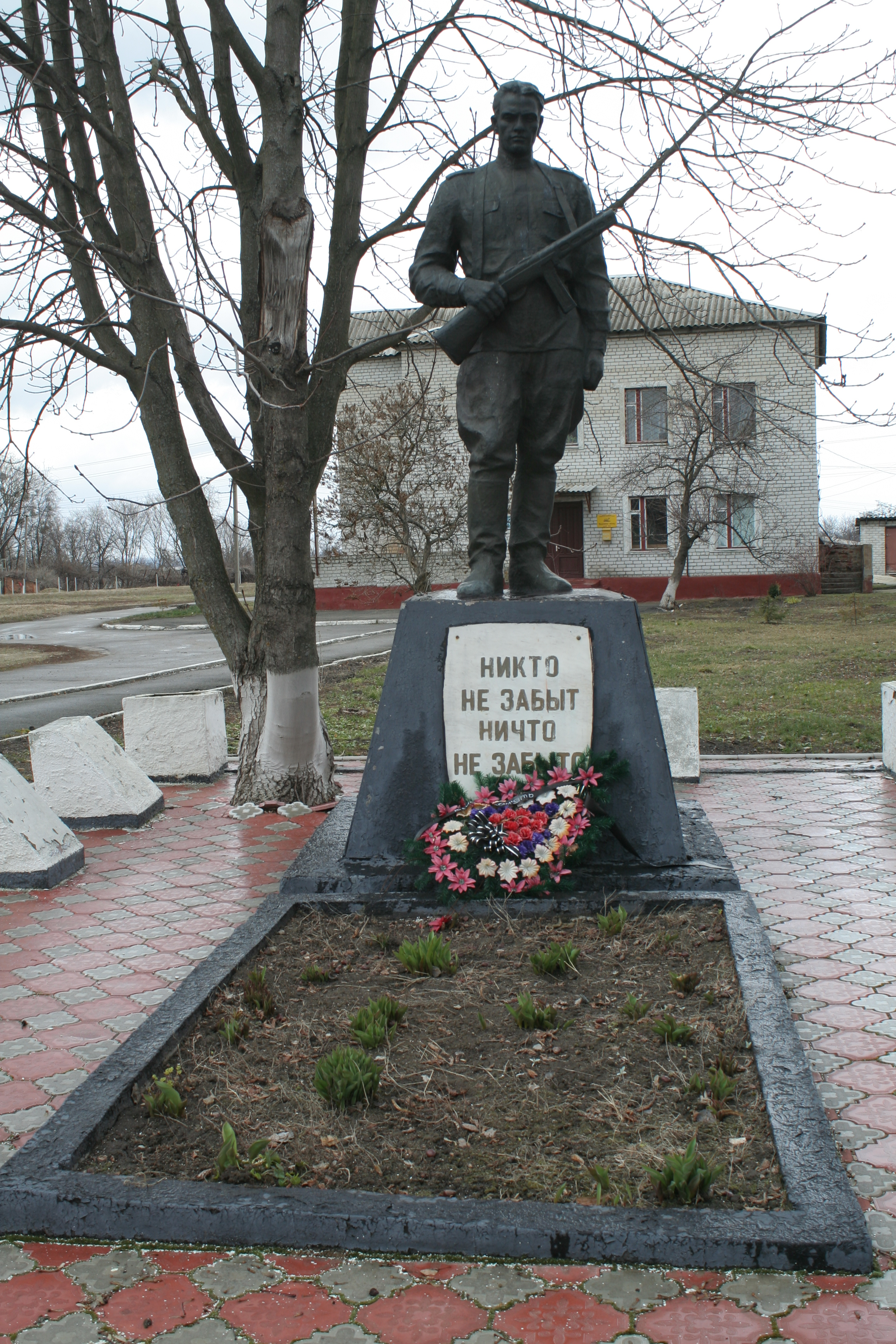
Братська могила

Під час німецько-радянської війни тут був пункт переправи худоби через річку. Диверсійний загін партизан очолив Пасько М. Т. Деякі партизани, що потрапили в полон і дісталися Німеччини, начебто були у диверсійних загонах Франції.
У 1946—1947 роках до села повернулися Герої Радянського Союзу Козлов Д. М. і Тутученко С. П. та кавалери орденів Слави III ступеня Басан П. С., Вознюк М. К., Кисленко М. П., Малигін П. І., Михеєв С. Ф., П'юра А. М. 1951 році в Гребенях відкрили бібліотеку. 9 травня 1957 року було відкрито пам'ятники загиблим радянським військовим. У 1958 році колгосп отримав перехідний Червоний прапор за високий врожай цукрового буряка.

## Археологічні розвідки
У III тисячолітті до н. е. на території села Гребені існувало поселення Трипільської культури (IV тис. до н. е.), виявлене академіком АН УРСР С. М. Бібіковим. Одне поселення розташовувалося на північ від села, в урочищі Василишин Яр, друге — на території села, ще чотири — на південь, в урочищах Виноградне, Янча та Попова Левада. На першому, коли проводилися розкопки, було виявлено сліди наземних жител. Знахідки експонуються у археологічному музеї Інституту археології НАН України в Києві та обласному археологічному музеї у села Трипілля.
На південь від села в урочищі Янча знайдено сліди городища скіфського часу. Поселення черняхівської культури відомі в урочищі Василишин Яр та Янча. Городище зарубинецької культури (II ст. до н. е. — II ст. н. е.) — в урочищі Виноградне, на березі Дніпра. Навпроти нього — сліди поселень ранніх слов'ян (VIII ст.), поселення та курганний могильник часів Київської Русі.

## Відомі люди
- Бердник Олесь Павлович — український письменник-фантаст. Мешкав у селі на власній дачі, де й помер. Станом на 2008 рік у селі мешкала його дружина Валентина Бердник-Сокоринська (майстриня з виготовлення ляльок-мотанок), яка продовжила справу свого чоловіка та популяризує його творчість серед студентів і школярів, проводить зустрічі з письменниками, художниками і скульпторами[4].
- Щербаченко Марія Захарівна — Герой Радянського Союзу. Почесна громадянка села.

## Інфраструктура

Церква євангельських християн-баптистів, споруджена в 2000-х

У селі діє Гребенівська філія ОЗО «Ржищівська гімназія „Гармонія“», Краєзнавчий музей — Гребені, філія Кагарлицького районного історико-краєзнавчого музею, клуб, бібліотека, картинна галерея.